# Unterbrücklein
Unterbrücklein (oberfränkisch: Brüggla) ist ein Gemeindeteil der Gemeinde Neudrossenfeld im Landkreis Kulmbach (Oberfranken, Bayern). Unterbrücklein liegt in der Gemarkung Brücklein.

## Geographie
Das Dorf liegt in einer Talmulde zwischen der Hechsal (374 m ü. NHN) im Nordwesten, dem Brückleinberg (402 m ü. NHN) im Nordosten und dem Lochberg (398 m ü. NHN) im Osten. Durch den Ort fließt ein Seitenarm des Erlgrabens. Die Bundesstraße 85 führt zur Anschlussstelle 24 (Kulmbach / Neudrossenfeld) der Bundesautobahn 70 (0,5 km nördlich) bzw. an Neudrossenfeld vorbei nach Altenplos (5,5 km südlich). Von der B 85 zweigt die Kreisstraße KU 11 nach Neudrossenfeld ab. Anliegerwege führen nach Grauenthal (0,5 km westlich) und nach Oberbrücklein (0,6 km nordöstlich).

## Geschichte
Der Ort wurde 1300 als „Bruechkelin“ erstmals urkundlich erwähnt, als die Grafen von Orlamünde dem Kloster Langheim alle Güter des Ortes übereigneten. Dem Ortsnamen liegt ein Flurname zugrunde mit der Bedeutung kleines, sumpfiges Gebiet (bruoch, mhd. für sumpfige Wiese + Diminutivsuffix -ilîn).
Gegen Ende des 18. Jahrhunderts bestand Brücklein aus 12 Anwesen. Das Hochgericht übte das bayreuthische Stadtvogteiamt Kulmbach aus. Der bambergische Langheimer Amtshof hatte die Dorf- und Gemeindeherrschaft und war Grundherr der 12 Güter.
Von 1797 bis 1810 unterstand der Ort dem Justiz- und Kammeramt Kulmbach. Mit dem Gemeindeedikt wurde Unterbrücklein dem 1811 gebildeten Steuerdistrikt Brücklein und der 1812 gebildeten gleichnamigen Ruralgemeinde zugewiesen. Am 1. Januar 1976 wurde Unterbrücklein im Zuge der Gebietsreform in Bayern nach Neudrossenfeld eingegliedert.

### Einwohnerentwicklung
| Jahr      | 001809 | 001818 | 001861 | 001871 | 001885 | 001900 | 001925 | 001950 | 001961 | 001970 | 001987 |
| Einwohner | 117 *  | 70     | 126    | 112    | 132    | 105    | 119    | 139    | 106    | 129    | 143    |
| Häuser    |        | 10     |        |        | 15     | 18     | 18     | 17     | 23     |        | 35     |
| Quelle    | [ 11 ] | [ 8 ]  | [ 12 ] | [ 13 ] | [ 14 ] | [ 15 ] | [ 16 ] | [ 17 ] | [ 18 ] | [ 19 ] | [ 1 ]  |

## Religion
Unterbrücklein ist seit der Reformation evangelisch-lutherisch geprägt und nach Neudrossenfeld gepfarrt.

## Sonstiges
Die Auffahrt von Norden in Richtung Bamberg der Anschlussstelle der Bundesautobahn 70, die nicht selten durch spektakuläre Unfälle in den Medien erscheint, wird mittlerweile als „Bierkurve“ bezeichnet. Aus Kulmbach kommende, mit vollen Bierkästen beladene LKW verlieren dort immer wieder ihre Ladung, deren Inhalt sich über die Fahrbahn ergießt und zu deren mehrstündigen Sperrung führt. Zu ähnlichen Havarien kommt es gelegentlich aber auch auf der Auffahrt in Richtung Autobahndreieck Bayreuth/Kulmbach; allein im Februar und März 2024 waren in kurzem Abstand beide Auffahrten betroffen.